# Michałów (Środa Śląska)
Pour les articles homonymes, voir Michałów.
Michałów est une localité polonaise de la gmina et du powiat de Środa Śląska en voïvodie de Basse-Silésie.